# Цзянь Сюлін
Цзянь Сюлін (кит.: 錢秀玲, 1912–2008) або Сю Лінг Цзянь де Перлінґі (фр. Siou-Ling Tsien de Perlinghi) — бельгійська вчена китайського походження. Нагороджена медаллю за порятунок близько 100 бельгійців під час Другої світової війни. Про її життя у Китаї зняли шістнадцятисерійний серіал.

## Біографія

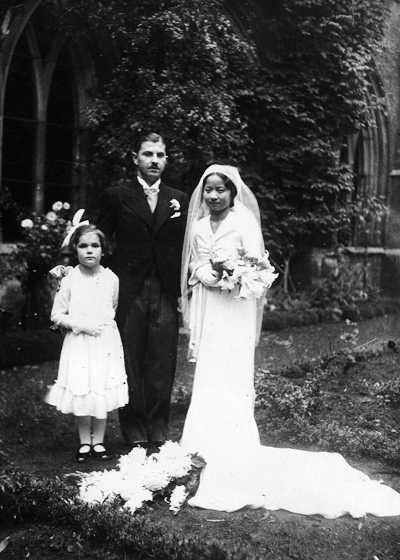
Одруження Цзянь і Грегуара де Перлінґі, 1933 рік.

Цзянь народилась в Їсіні в провінції Цзянсу 1912 року. Її старший брат, генерал-лейтенант Цзянь Жулунь, був начальником Першого Головного управління Міністерства оборони Гоміньдану.
1929 року вона виїхала до Європи, щоб вивчати хімію в Бельгії в Левенському католицькому університеті.
1933 року вона вийшла заміж за бельгійського лікаря Грегуара де Перлінґі й оселилась в  .

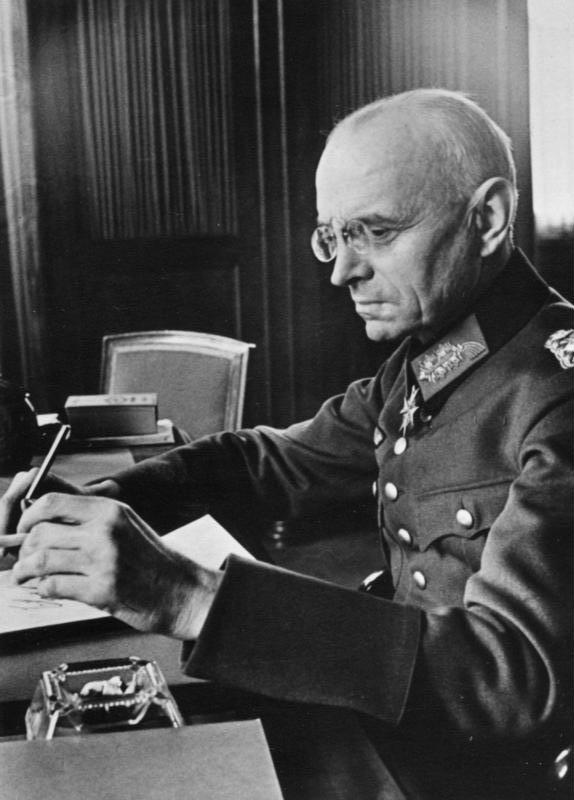
Генерал Александр фон Фалькенгаузен

У червні 1940 року Ербемон окупували нацисти. Коли бельгійський юнак підірвав військовий ешелон, окупанти засудили його до страти. Але Цзянь звернулась до німецького генерала Александра фон Фалькенгаузена, який перебував у Бельгії. Вона його знала, оскільки генерал працював у Китаї у рамках  китайсько-німецького співробітництва . Фалькенгаузен був радником Чан Кайші і співпрацював з її старшим двоюрідним братом, генерал-лейтенантом Цзянь Жулунем. Вона написала генералу лист з проханням врятувати хлопчика з міркувань гуманності.
7 червня 1944 року Цзянь знову зв'язалась із фон Фалькенгаузеном, коли нацисти засудили 97 бельгійців до смерті як акт помсти за вбитих у сусідньому місті   трьох офіцерів гестапо. Вагітна Цзянь поїхала до Фалькенгаузена і попросила його втрутитися. Генерал вагався, але, зрештою, погодився відпустити людей, хоча й усвідомлював наслідки свого вчинку. Генерала викликали до Берліна пояснити свою непокору.
Однак Фалькенгаузена притягли до суду після закінчення війни. 1951 року його заарештували за звинувачення у депортації євреїв.
Цзянь з'явився на суді і виступила на захист Фалькенгаузена. Суд засудив генерала на дванадцять років ув'язнення, але, зрештою, його звільнили за три тижні. Фалькенгаузен повернувся до Німеччини, де помер 1966 року.
Бельгійський уряд нагородив Цзянь медаллю «Герой держави», а король і королева Бельгії подарували їй підписану фотографію. У Екоссінні на її честь назвали одну з вулиць міста.